# 2009 w lotnictwie

## Na świecie

### Styczeń

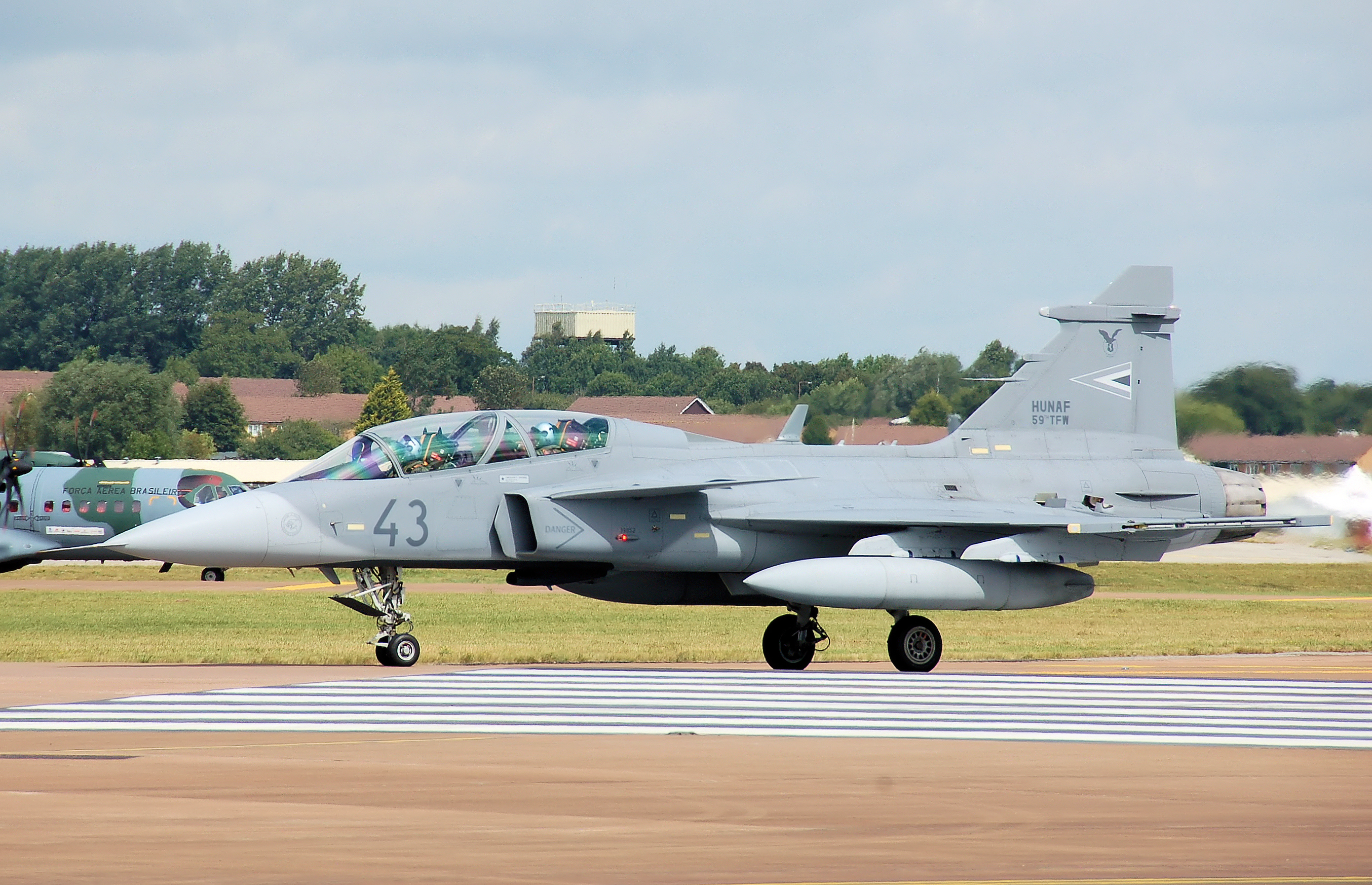
Węgierski Gripen

- 13 stycznia - Węgry ogłosiły uzyskanie gotowości operacyjnej należących do sił powietrznych samolotów Saab JAS 39 Gripen.

### Luty

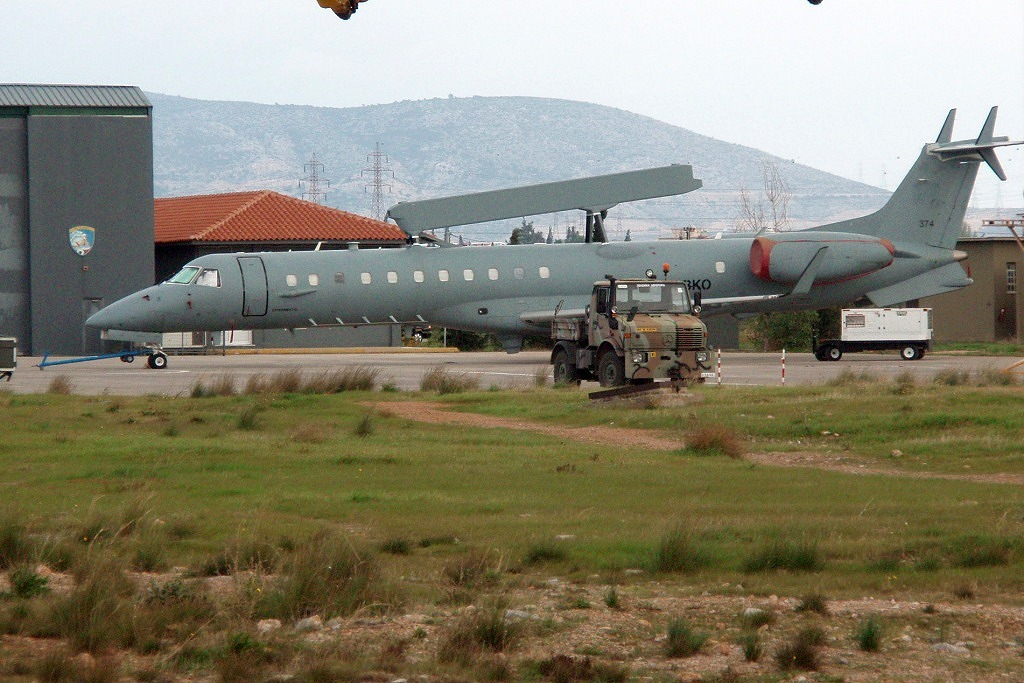
Grecki EMB-145H AEW&C

- 5 lutego - podano do wiadomości publicznej informacje o podpisaniu pod koniec 2008 roku kontraktu na zakup przez Indie pięciu samolotów Boeing P-8I Poseidon. Tym samym Indie stały się pierwszym oficjalnym zagranicznym użytkownikiem tych maszyn po US Navy[1].
- 12 lutego - gotowość operacyjną uzyskały greckie samoloty EMB-145H AEW&C[2].
- 20 lutego - Siły Powietrzne Republiki Singapuru otrzymały pierwszy z samolotów Gulfstream G550 CAEW[3].

### Marzec

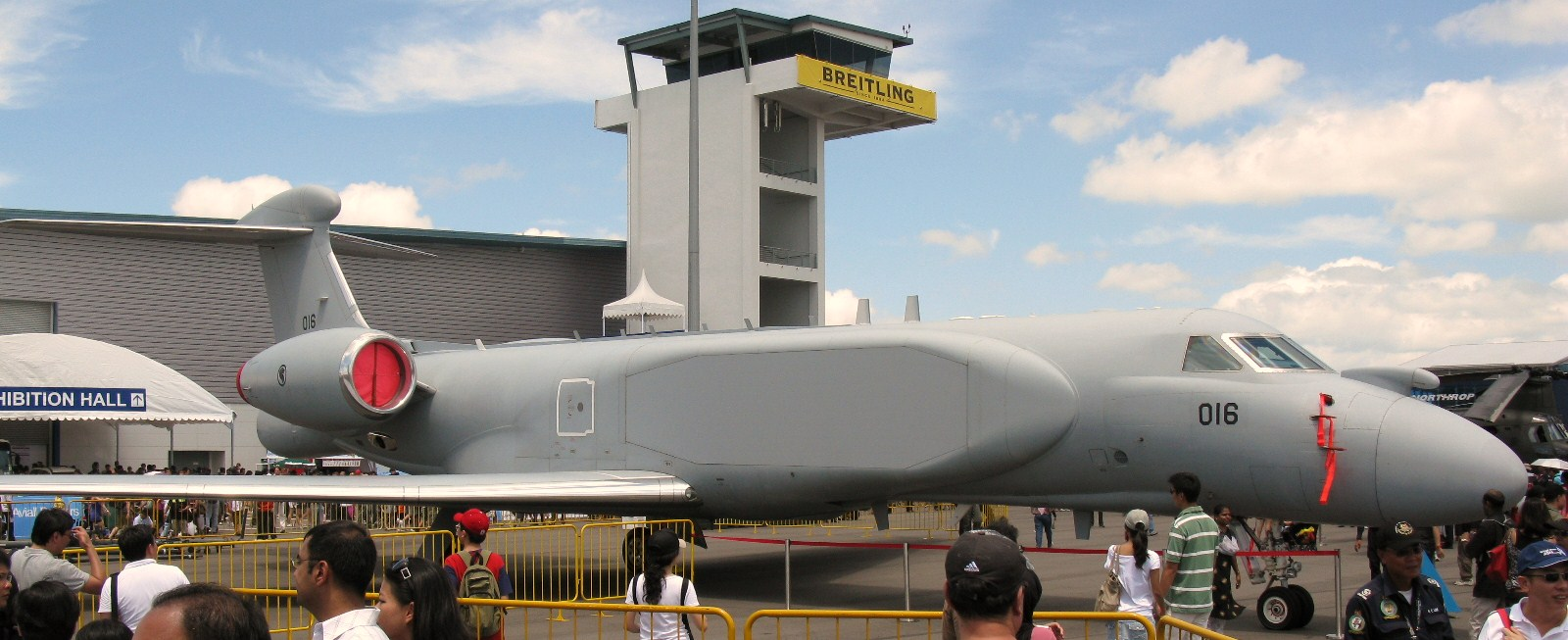
Singapurski Gulfstream G550 CAEW

- 17 marca - Boeing dokonał prezentacji samolotu F-15SE Silent Eagle[4].
- 18 marca - podczas pobytu w Stanach Zjednoczonych sekretarz obrony Wielkiej Brytanii podpisał kontrakt na zakup przez ten kraj samolotów Lockheed F-35 Lightning II[5].

### Kwiecień

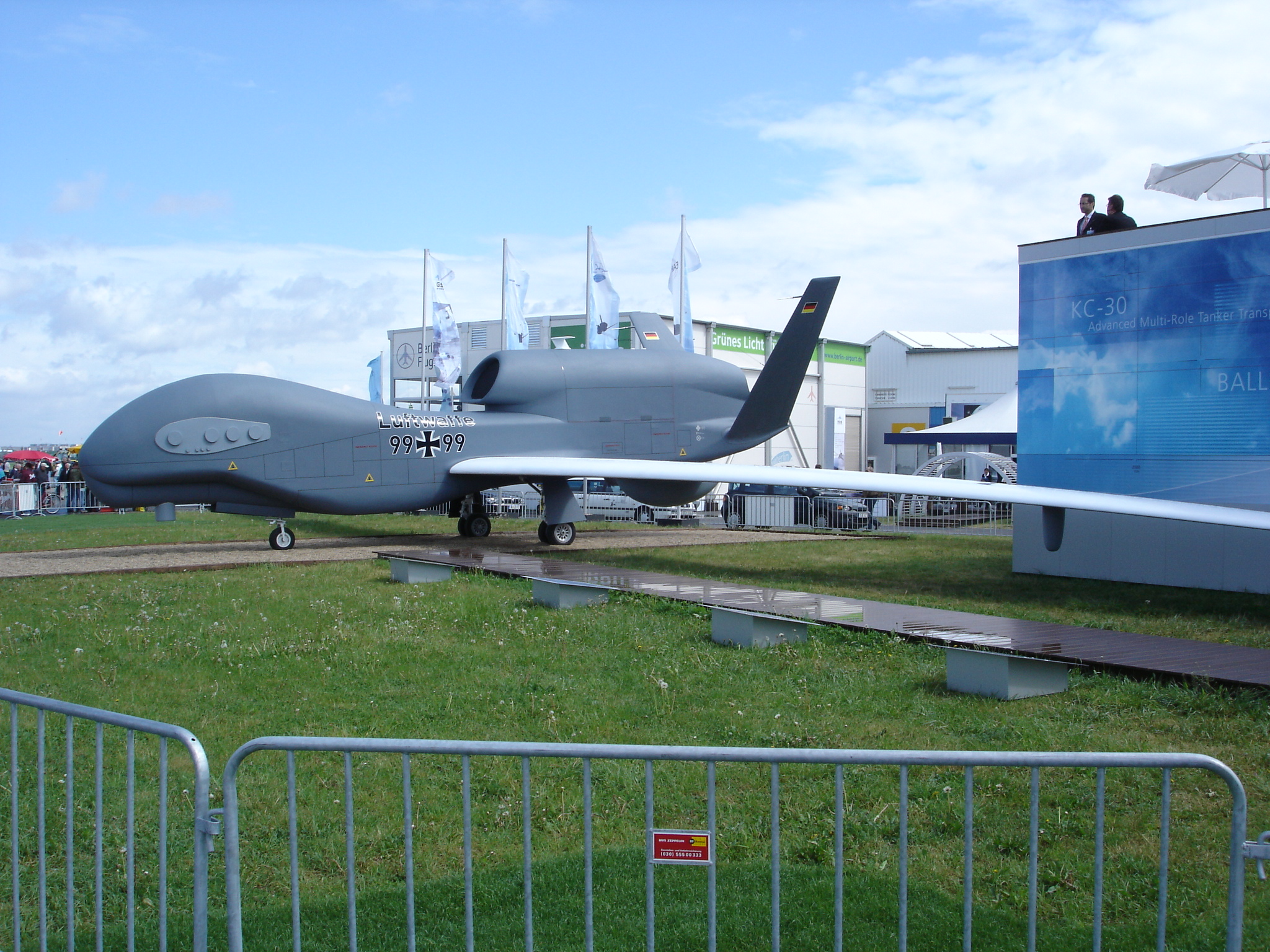
Niemiecki Global Hawk

### Maj

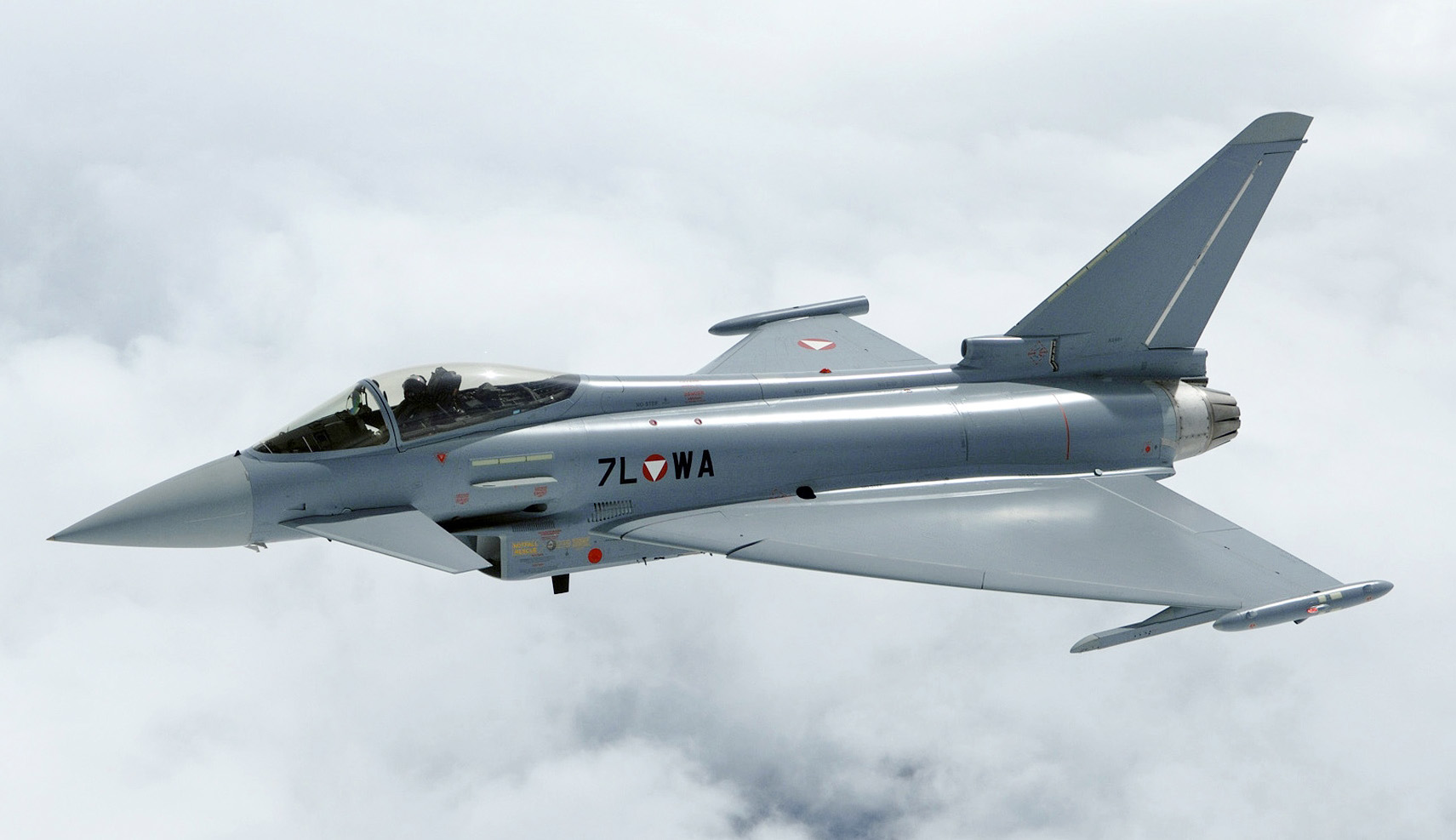
Austriacki Eurofighter Typhoon

- 25 maja - Indie poinformowały, że nowym samolotem-cysterną przeznaczonym dla sił powietrznych zostanie Airbus A330 MRTT[6].
- 27 maja - Włoskie Siły Powietrzne odebrały ostatni z zamówionych dwunastu samolotów transportowych Alenia C-27J Spartan[7].

### Czerwiec

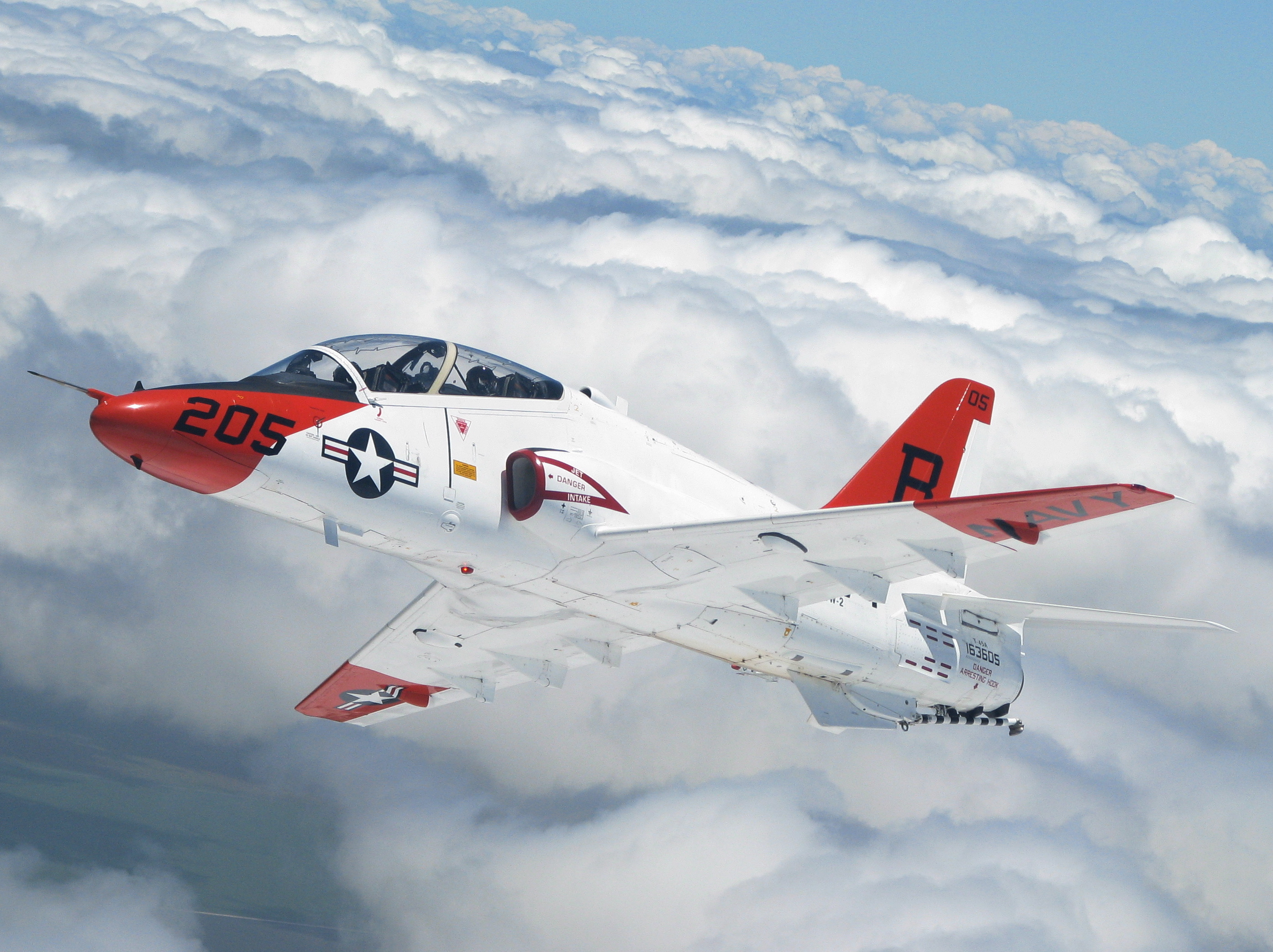
T-45A Goshawk

- 4 czerwca - dokonano oblotu pierwszego Airbus A330 MRTT przeznaczonego dla Royal Air Force[8].
- 11 czerwca - w Warton w Wielkiej Brytanii uroczyście przekazano Arabii Saudyjskiej pierwsze dwa, z 72 zamówionych przez ten kraj samolotów Eurofighter Typhoon[9].
- 14 czerwca - Indie ogłosiły, że w przetargu na nowy samolot transportowy zwycięzcą został Boeing C-17 Globemaster III[10].

### Lipiec

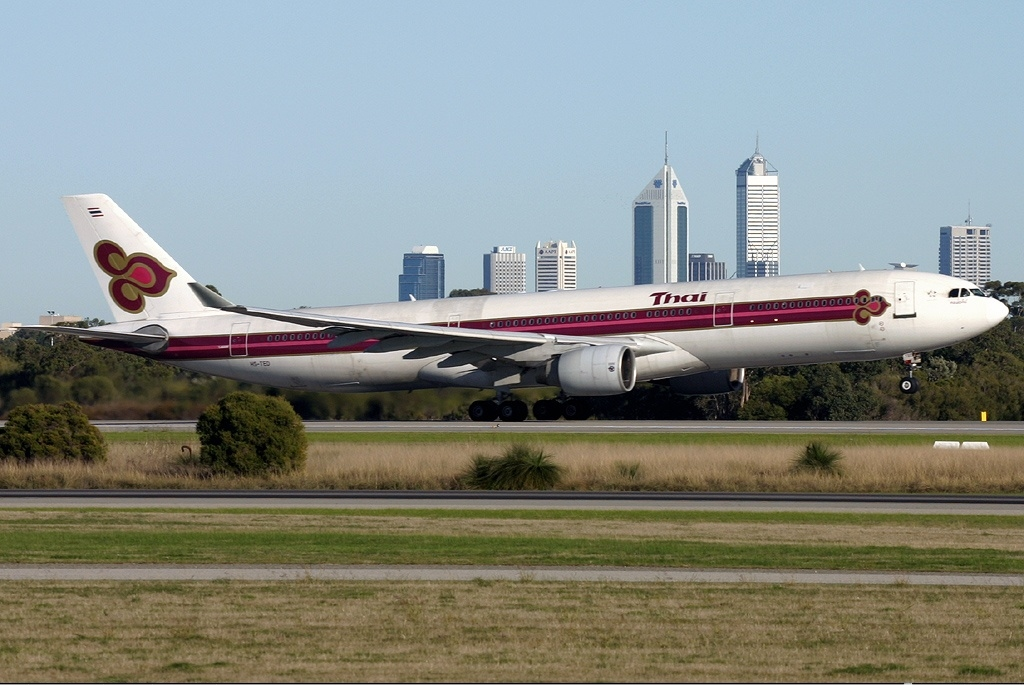
Airbus A330-300 linii Thai Airways

- 13 lipca - Siły Powietrzne Izraela otrzymały pierwszy z dwudziestu zamówionych, samolot Beechcraft T-6 Texan II[11].
- 26 lipca - do Afganistanu, na pokładzie samolotu An-124 dotarły pierwsze trzy francuskie śmigłowce szturmowe Eurocopter Tiger[12].
- 27 lipca - Arabia Saudyjska podpisała kontrakt w ramach którego zakupiła kolejne trzy samoloty Airbus A330 MRTT (w styczniu 2008 zamówiła pierwsze trzy maszyny tego typu)[13].
- 27 lipca - na Węgrzech przekazano uczestnikom programu Strategic Airlift Capability pierwszy samolot Boeing C-17 Globemaster III. W ramach programu Polska ma do dyspozycji 150 h lotów C-17 w roku[14].
- 28 lipca - w Fort Worth zaprezentowano publicznie pierwszy egzemplarz samolotu F-35C w wersji przeznaczonej do wykonywania konwencjonalnych startów i lądowań[15].
- 30 lipca - Airbus dostarczył tysięczny wyprodukowany samolot Airbus A330 w wersji 300. Maszynę przekazano Thai Airways International.
- 31 lipca - w zakładach Korea Aerospace Industries zademonstrowano publicznie pierwszy ukończony prototyp maszyny KAI Surion[16].

### Sierpień

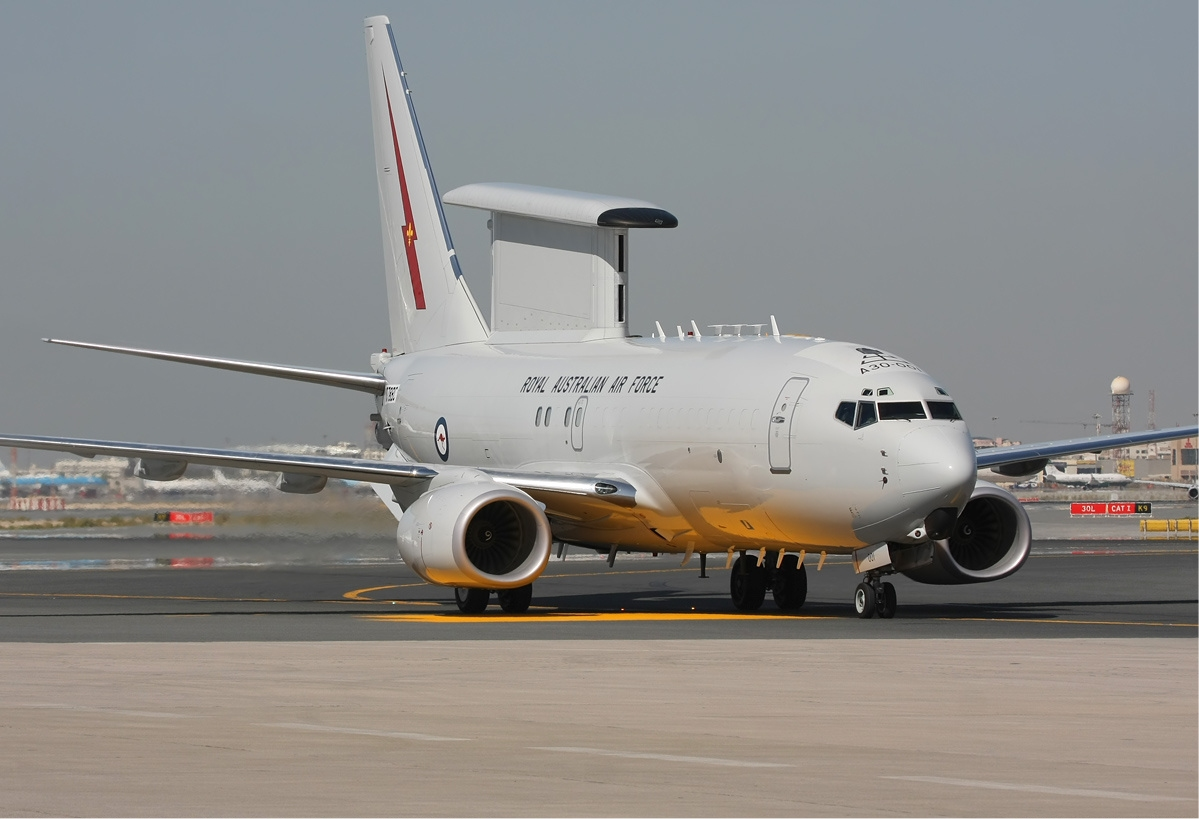
Australijski Boeing 737 AEW&C

- 3 sierpnia - Northrop Grumman zaprezentował pierwszy egzemplarz bezzałogowego aparatu latającego RQ-4 Global Hawk przeznaczonego dla niemieckiej Luftwaffe[17].
- 11 sierpnia - An-225 ustanowił rekord masy pojedynczego ładunku przewiezionego na pokładzie samolotu. Z lotniska Frankfurt-Hahn do Erywania przetransportowano generator ważący (wraz ze stelażem ładunkowym) 189 ton. Do transportowca należy również absolutny rekord uniesionego w powietrze ładunku, wynoszący 253,82 t[18].
- 24 sierpnia - gotowość operacyjną uzyskały amerykańskie aparaty bezzałogowe MQ-8 Fire Scout.

### Wrzesień

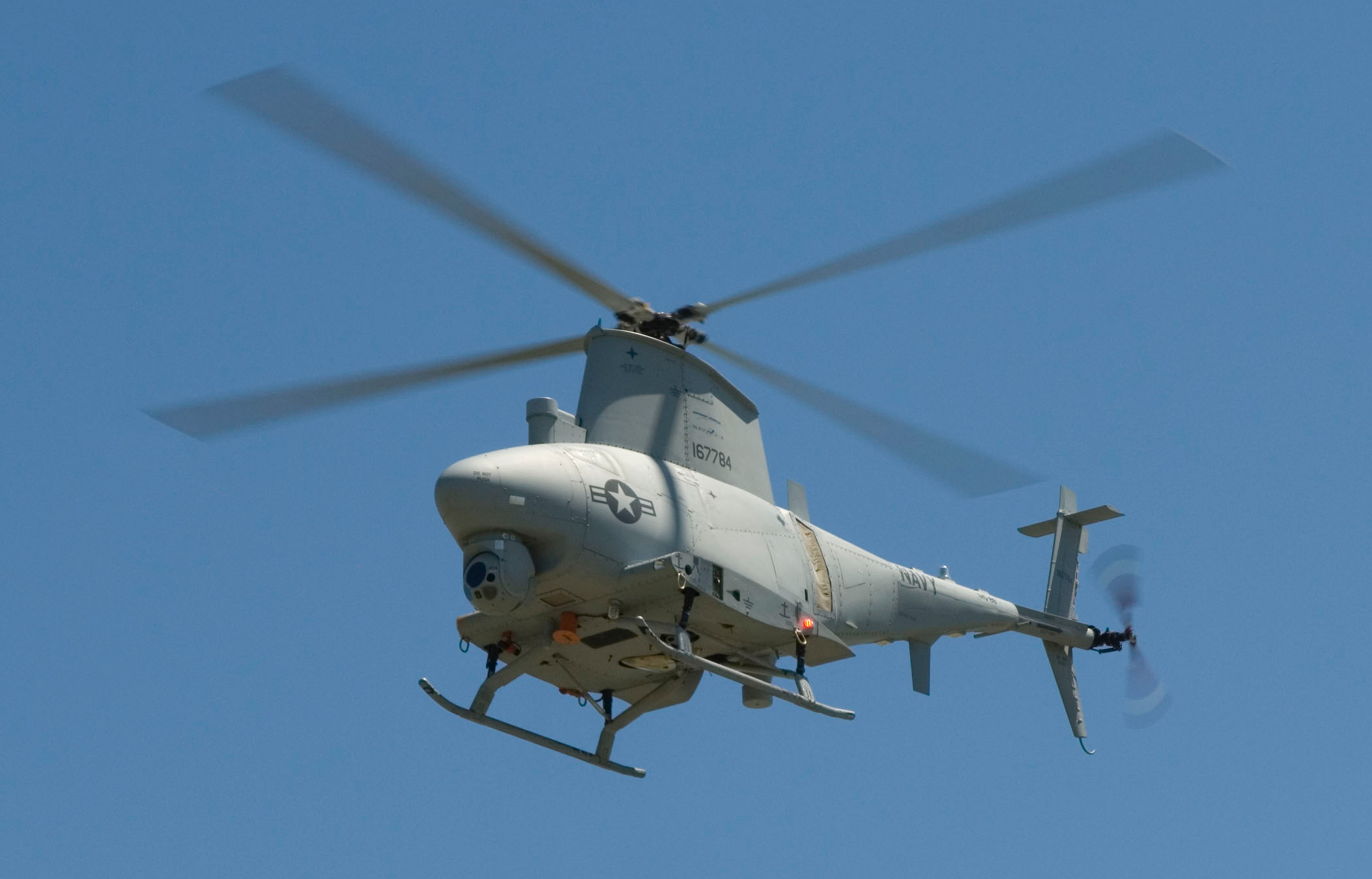
MQ-8 Fire Scout

- 1 września  - zbankrutowały linie lotnicze SkyEurope Airlines.
- 3 września - w Brazylii odbyła się uroczystość przekazania pierwszego samolotu Embraer 170 liniom lotniczym British Airways.
- 9 września - Tajlandia odebrała pierwszy z czterech zamówionych samolotów ATR-72-500 przeznaczonego do przewozu członków rządu i wojska[19].
- 10 września - Boeing przekazał ostatni z dwóch zamówionych samolotów transportowych C-17 Globemaster III Siłom Powietrznym Kataru[20].
- 10 września - do swojego dziewiczego lotu wzniosła się maszyna AT-6B Texan II[21].
- 16 września - na fabrycznym lotnisku Linköping w Szwecji oblatano pierwszego Saab JAS 39 Gripen przeznaczonego dla Tajlandii[22].
- 16 września - oblatano śmigłowiec Westland Lynx AH.9A z nowymi silnikami turbinowymi CTS800-4N[23].
- 24 września - European Aeronautic Defence and Space Company przekazały Österreichische Luftstreitkräfte ostatniego z piętnastu zamówionych samolotów bojowych Eurofighter Typhoon[24].
- 25 września - Brazylijskie Siły Powietrzne otrzymały pierwszy samolot ERJ-190 przeznaczony do przewozu ważnych osobistości.
- 28 września - oblatano prototyp pierwszego śmigłowca T-129 przeznaczonego dla tureckiej armii[25].

### Październik

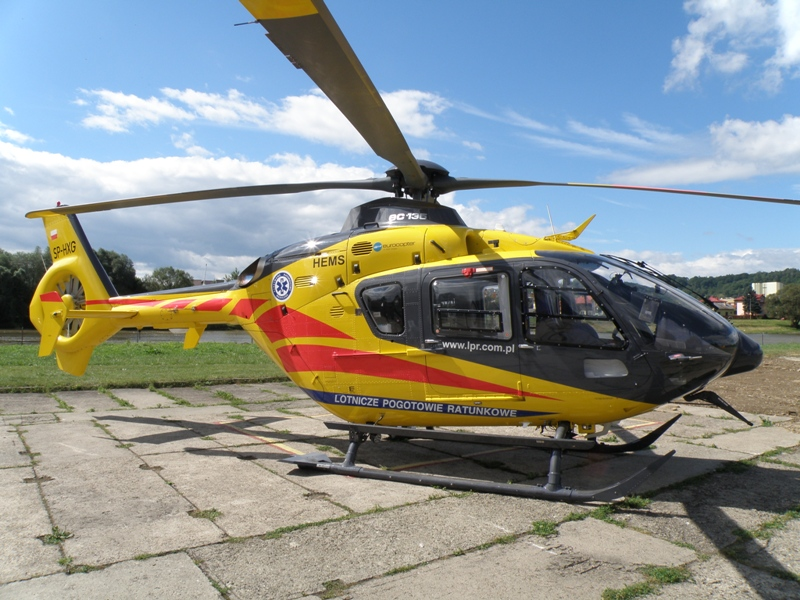
EC135P2 SP-HXG w barwach Lotniczego Pogotowia Ratunkowego

- 5 października - Indie odebrały ostatni z wyprodukowanych w Wielkiej Brytanii samolotów Hawk Mk. 132.

### Listopad
- 4 listopada  - Boeing przekazał United States Navy ostatni z 221 wyprodukowanych samolotów T-45 Goshawk.
- 23 listopada - oblatano prototyp śmigłowca AH-64 Apache Longbow Block III.
- 23 listopada - AgustaWestland uroczyście przekazała Siłom Zbrojnym Kataru pierwszy z osiemnstu zamówionych śmigłowców AgustaWestland AW139.
- 25 listopada - Węgierskie Siły Powietrzne uroczyście wycofały ze swojej floty samoloty L-39ZO Albatros[26].
- 25 listopada - rząd Australii zatwierdził zakup 14 samolotów Lockheed F-35 Lightning II[27].
- 25 listopada - dokonano oblotu maszyny Gulfstream G650.
- 26 listopada  - Royal Australian Air Force formalnie odebrała pierwsze dwa samoloty Boeing 737 AEW&C.
- 27 listopada - po 45 latach służby, Royal Australian Air Force wycofała samoloty De Havilland Canada DHC-4 Caribou[28].

### Grudzień
- 2 grudnia - Malezja otrzymała ostatni z ośmiu zamówionych samolotów MB-339CM.
- 4 grudnia - oblatano śmigłowiec Eurocopter EC175.
- 8 grudnia - w wytwórni EADS CASA zaprezentowano publicznie pierwszy, gotowy samolot transportowy CASA C-295 przeznaczony dla Czeskich Sił Powietrznych.
- 11 grudnia - do swojego dziewiczego lotu wzbił się samolot transportowy Airbus A400M.
- 15 grudnia - w Everett do swojego dziewiczego lotu wzbił się Boeing 787.
- 16 grudnia - zbankrutowały linie lotnicze Flyglobespan.

## W Polsce

### Marzec
- 12 marca - na terenie Polskich Zakładów Lotniczych w Mielcu zademonstrowano pierwszą wyprodukowaną w tych zakładach kabinę śmigłowca Black Hawk.
- 24 marca - do Polski przybył pierwszy z samolotów transportowych C-130E przekazanych Polsce w ramach bezzwrotnej pożyczki przez Stany Zjednoczone.
- 28 marca - na warszawskim lotnisku odprawiono ostatnich pasażerów w terminalu "Etiuda". Pasażerowie Wizz Air udawali się lotem W6 465 do Bergamo a terminal został zamknięty i przeznaczony do rozbiórki.

### Sierpień
- 30 sierpnia - podczas Radom Air Show miała miejsce katastrofa lotnicza, podczas której rozbił się białoruski samolot Su-27UBM-1.

### Wrzesień
- 10 września  - na warszawskim Bemowie Lotnicze Pogotowie Ratunkowe zaprezentowało swój pierwszy śmigłowiec Eurocopter EC135[29].
- 10 września - wojewoda mazowiecki wydał zgodę na budowę lotniska w Modlinie[30].

### Październik
- 21 października - w Wytwórni Sprzętu Komunikacyjnego "PZL-Świdnik" uroczyście przekazano tysięczny kadłub śmigłowca dla AgustaWestland. Kadłub należał do śmigłowca AW109LUH.

### Listopad
- 24 listopada  - w Instytucie Technicznym Wojsk Lotniczych odbyła się uroczysta sesja rady naukowej, na którą zaproszono Honorowego Członka Rady Naukowej, Ryszarda Kaczorowskiego. Podczas sesji obchodzono setną rocznicę urodzin Tadeusza Sołtyka oraz 90. rocznicę urodzin Ryszarda Kaczorowskiego.